# Marzouk Al-Otaibi
Marzouk Al-Otaibi (în arabă مرزوق العتيبي; n. 7 noiembrie 1975, Arabia Saudită) este un fost fotbalist din Arabia Saudită, care a jucat ultima oară ca atacant centru pentru Al-Markhiya SC în Qatar.